# Rosa-Albach-Retty-Hof

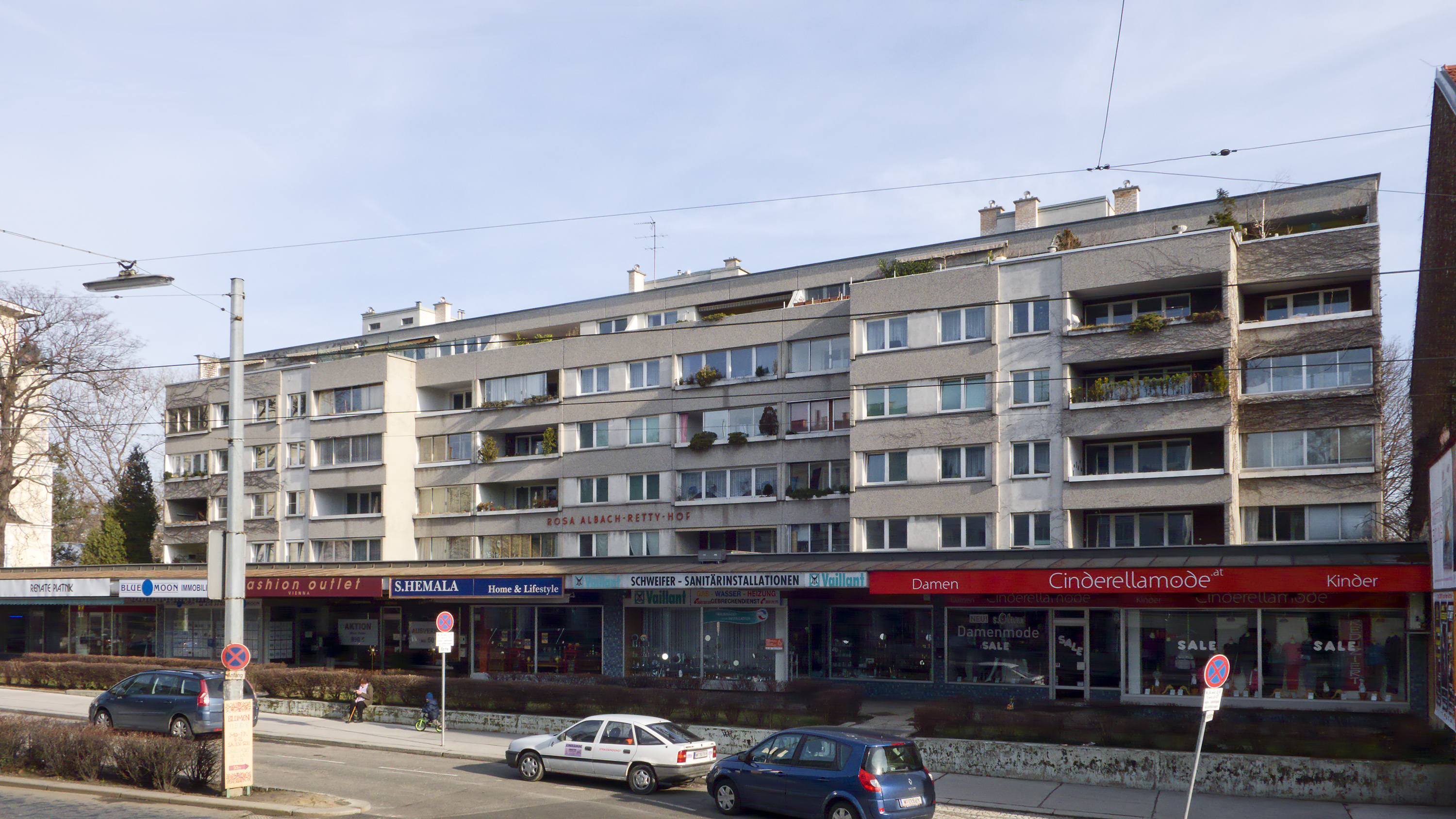
Der Rosa-Albach-Retty-Hof in der Billrothstraße

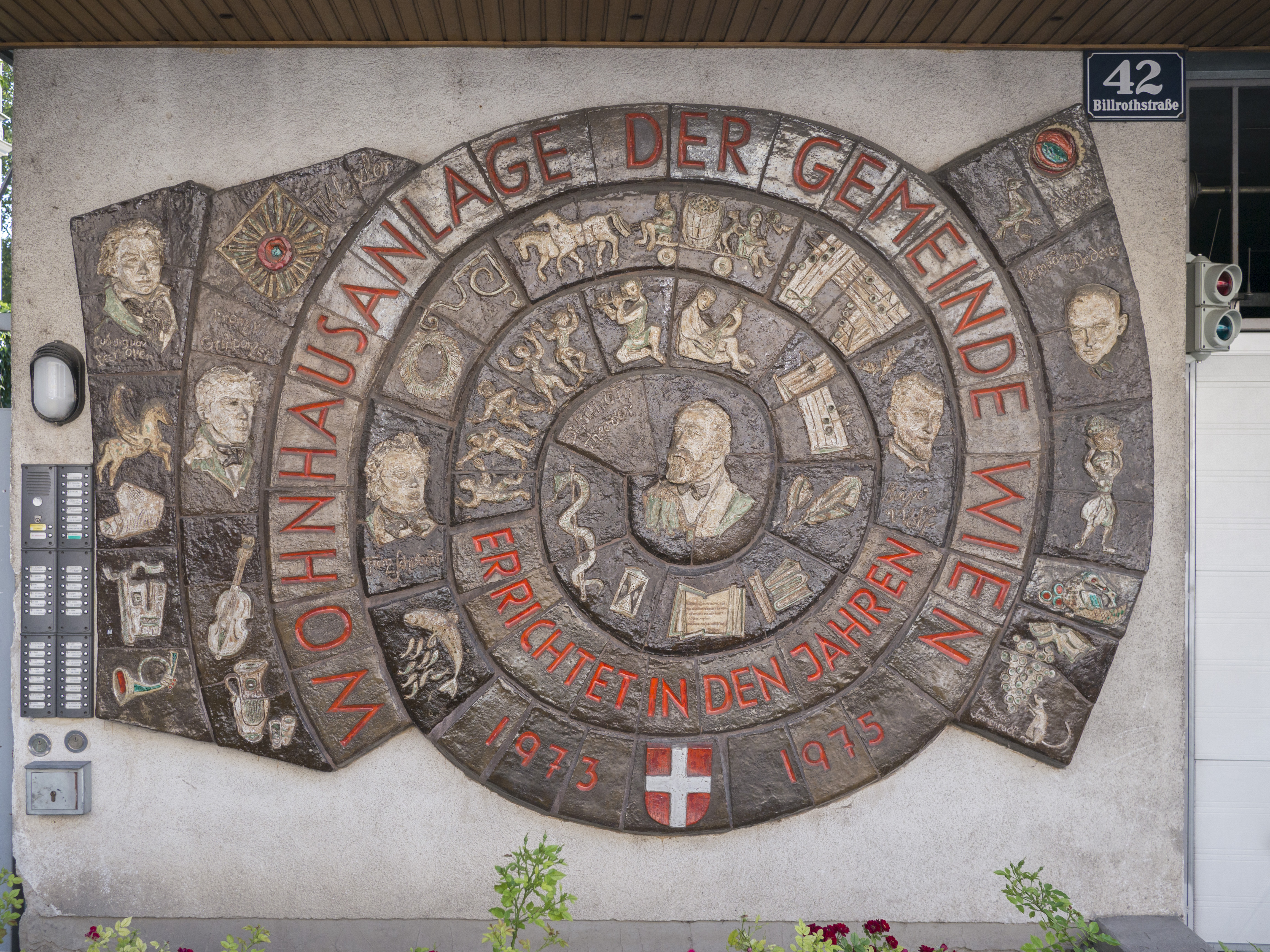
Das Döblinger Sonnenrad

Der Rosa-Albach-Retty-Hof ist ein Gemeindebau im 19. Wiener Gemeindebezirk Döbling. Er wurde zwischen 1973 und 1975 nach Plänen des Architekten Hanns Kunath errichtet und umfasst 69 Wohnungen.

## Lage
Der Rosa-Albach-Retty-Hof liegt in der Döblinger Katastralgemeinde Oberdöbling. Die Wohnhausanlage wurde entlang der Billrothstraße 42–48 errichtet.

## Bauwerk und Kunst
Der Gemeindebau wurde zwischen 1973 und 1975 auf einem bis dahin nahezu unbebauten Grundstück errichtet. Bei dem Bauwerk handelt es sich um ein kombiniertes Wohn- und Geschäftshaus, wobei der Geschäftstrakt dem Wohngebäude vorgelagert liegt. Die Geschäftszeile an der Billrothstraße wurde ebenerdig, der T-förmige, daran anschließende Wohntrakt als fünf- bzw. sechsgeschoßiges Bauwerk ausgeführt. Alle Gebäudeteile wurden mit Flachdächern versehen. Während die Stiegen 1 bis 3 ebenso wie die Geschäftszeile parallel zur Billrothstraße verlaufen, wurde die Stiege 4 rechtwinkelig zum Hauptgebäude als Gartentrakt angelegt. Die Loggien und Fenster der straßenseitigen Fassade des Hauptgebäudes wurden durch Waschbetonplatten zu Bändern zusammengefasst. Im Hof wurde die Fassade des Hauptgebäudes durch Doppelerker gegliedert. Auch der Gebäudetrakt der Stiege 4 wurde mittels Loggien an den süd- und ostseitigen Loggien gegliedert.
Der Gemeindebau wird im Rahmen der Kunst am Bau durch das Keramikrelief „Döblinger Sonnenrad“ von Trude Diener-Hillinger geschmückt. In der Anlage steht ein mit einem Mosaik verzierter Vogelbrunnen von Elisabeth Eisler (Kunst am Bau). Benannt wurde der Gemeindebau nach der Schauspielerin Rosa Albach-Retty.